# Liste des compagnies aériennes en Syrie
Voici une liste des compagnies aériennes opérant actuellement en Syrie:

## Compagnies aériennes régulières
| Compagnie aérienne | Image | IATA | OACI | Indicatif d'appel | Depuis | Remarques |
| ------------------ | ----- | ---- | ---- | ----------------- | ------ | --------- |
| Syrian Air         |       | RB   | SYR  | SYRIANAIR         |        |           |

## Compagnies aériennes charter
| Compagnie aérienne  | Image | IATA | OACI | Indicatif d'appel | Depuis | Remarques |
| ------------------- | ----- | ---- | ---- | ----------------- | ------ | --------- |
| Cham Wings AIrlines |       | 6Q   | VU   | SHAMWING          | 2009   |           |

## Voir également
- Liste des compagnies aériennes
- Liste des aéroports de Syrie
- Liste des anciennes compagnies aériennes d'Asie

- Liste des compagnies aériennes en Asie
- Liste des compagnies aériennes en Europe